# مونيكا سبير
مونيكا سبير موتز (1 أكتوبر 1984 - 6 يناير 2014)، ملكة جمال فنزويلا 2004 ومثلت فنزويلا في مسابقة ملكة جمال الكون 2005 وحلت وصيفة رابعة. ومثلت مند 2006 لغاية وفاتها في المسلسلات.

## نشأتها
ولدت مونيكا سبير موتز لوالدها رافائيل سبير توداريس وإنجبورج موتز جوتيرا. هاجرت عائلتها الأم من ألمانيا، وعائلتها من أصل إنجليزي.

## مقتلها
قتلت في يناير 2014 صحبة زوجها بسطو مسلح بعد حدوث عطل في سيارتهما.

## روابط خارجية
- مونيكا سبير على موقع IMDb (الإنجليزية)
- مونيكا سبير على موقع ألو سيني (الفرنسية)
- مونيكا سبير على موقع كينوبويسك (الروسية)